# Акулов Іван Олексійович
Іва́н Олексі́йович Аку́лов (рос. Иван Алексеевич Акулов, 12 [24] квітня 1888, Петербург, Російська імперія — 30 жовтня 1937, Москва, РРФСР, СРСР) — радянський партійний і державний діяч, секретар ЦК КП(б)У. Один з організаторів масових репресій в СРСР. Член Центральної контрольної комісії ВКП(б) у квітні 1923 — грудні 1925 р. і липні 1930 — січні 1934 р. Член ЦК ВКП(б) у грудні 1927 — червні 1930 р. Член Комісії партійного контролю при ЦК ВКП(б) та член Бюро КПК при ЦК ВКП(б) у лютому 1934 — липні 1937 р. Член Організаційного бюро ЦК ВКП(б) у липні 1930 — жовтні 1932 р. Член Центральної Контрольної Комісії КП(б)У в травні 1924 — грудні 1925 року. Член ЦК КП(б)У в грудні 1925 — червні 1930 р. і жовтні 1932 — січні 1934 року. Член Організаційного бюро ЦК КП(б)У в листопаді 1927 — березні 1928 р. і жовтні 1932 — листопаді 1933 р. Член Політичного бюро ЦК КП(б)У в березні 1928 — листопаді 1929 р. і жовтні 1932 — листопаді 1933 року.
Жертва Сталінського терору.

## Життєпис

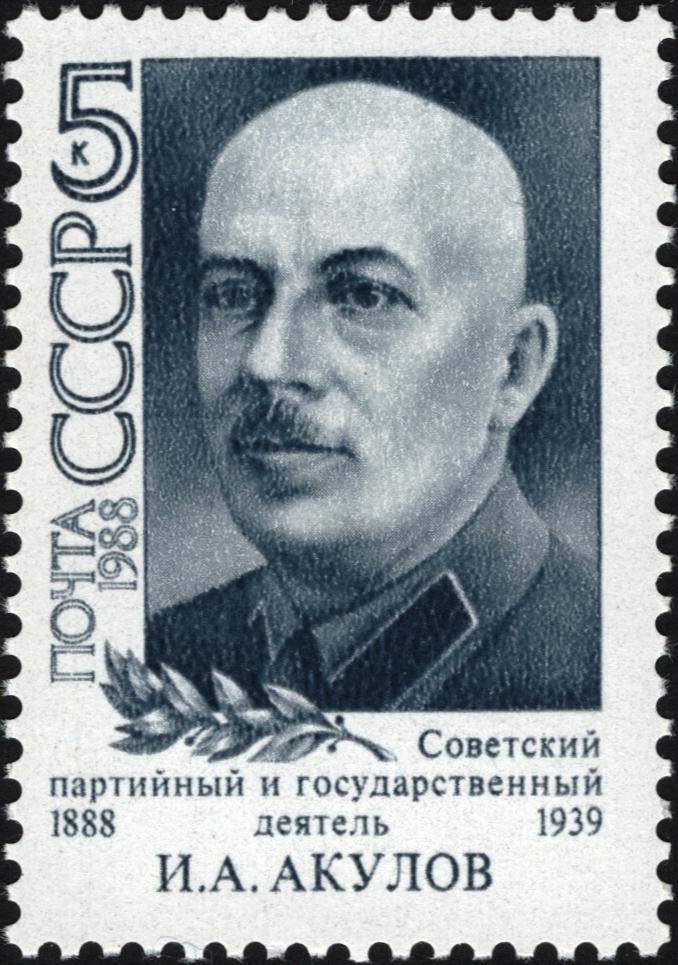
Марка СРСР на честь Акулова

Народився у Санкт-Петербурзі в родині дрібного торговця. Навчався в міському початковому училищі. У ранньому віці втратив батька, виховувався три роки в сирітському притулку принца Ольденбурзького в Санкт-Петербурзі. У 1905 з відзнакою закінчив Санкт-Петербурзьку торгово-промислову школу.
З травня 1906 по лютий 1908 року працював канцеляристом у редакції петербурзької «Торгово-промышленной газеты».
Член РСДРП(б) із червня 1907 року.
У лютому 1908 року заарештований та після шестимісячного слідства засуджений на рік ув'язнення в фортеці «Хрести» в Санкт-Петербурзі. Звільнений із ув'язнення в січні 1909 року.
З січня по червень 1909 року був безробітним, проводив революційну роботу в Санкт-Петербурзі. У червні 1909 — серпні 1911 року — помічник бухгалтера, кореспондент Російсько-англійської торгової палати. З серпня 1911 по січень 1912 року — безробітний у Санкт-Петербурзі. У січні 1912 — травні 1913 року — кореспондент синдикату «Продамет», технічної контори Писарєва і Тверського в Санкт-Петербурзі. З 1912 року — член Петербурзького комітету РСДРП(б). У травні — червні 1913 року — секретар правління спілки робітників-металістів Санкт-Петербурга.
У червні 1913 року заарештований та висланий у Самарську губернію під нагляд поліції. У січні — травні 1914 року — помічник секретаря комітету Самарської біржі в місті Самарі.
З травня 1914 по лютий 1917 року хворів та лікувався в місті Самарі, а з 1915 року — в місті Виборгу (Фінляндія), де продовжив революційну діяльність.
Після Лютневої революції 1917 року з лютого по листопад 1917 року був членом та керівником Виборзької військової організації РСДРП(б).
У грудні 1917 — січні 1918 року — секретар Єкатеринбурзького комітету РСДРП(б). У січні — травні 1918 року — секретар Уральського обласного комітету РКП(б) у місті Єкатеринбурзі.
У травні — серпні 1918 року — начальник (комісар) постачання Челябінсько-Златоустівського фронту РСЧА.
У жовтні — грудні 1918 року — голова В'ятського губернського комітету РКП(б), у листопаді 1918 — січні 1919 року — голова виконавчого комітету В'ятської губернської ради.
У лютому 1919 — серпні 1920 року — голова Оренбурзького губернського комітету РКП(б). У серпні 1920 — січні 1921 року — відповідальний секретар Киргизького обласного бюро РКП(б) у місті Оренбурзі.
З січня 1921 року працював секретарем Революційного комітету Криму. У березні — листопаді 1921 року — відповідальний секретар Кримського обласного комітету РКП(б).
У грудні 1921 — 1927 року — член Президії ЦК Спілки гірників у Москві.
У 1922—1925 роках — голова Донецької губернської Спілки гірників. У 1925 — травні 1927 року — голова Всеукраїнської Спілки гірників.
У травні 1927 — травні 1929 року — голова Всеукраїнської ради професійних спілок у Харкові.
1 червня 1929 — 19 травня 1930 року — 2-й секретар ВЦРПС, член президії ВЦРПС.
У грудні 1929 — липні 1931 року — заступник народного комісара робітничо-селянської інспекції (РСІ) СРСР та член президії Центральної контрольної комісії ВКП(б).
31 липня 1931 — жовтень 1932 року — 1-й заступник голови Об'єднаного державного політичного управління (ОДПУ) при РНК СРСР.
19 вересня 1932 — 18 вересня 1933 року — 1-й секретар Донецького обласного комітету КП(б)У. Одночасно, з 12 жовтня 1932 по 22 листопада 1933 року — секретар ЦК КП(б)У по Донбасу.
20 червня 1933 — 3 березня 1935 року — прокурор СРСР.
3 березня 1935 — 9 липня 1937 року — секретар Президії ЦВК СРСР.
23 липня 1937 заарештований, 29 жовтня 1937 військовою колегією Верховного суду СРСР під головуванням Василя Ульріха засуджений до розстрілу за звинуваченням в участі в контрреволюційній військовій змові. Вирок було виконано наступного дня, 30 жовтня 1937 р. Похований на Донському цвинтарі Москви.
Реабілітований військовою колегією Верховного суду СРСР 18 грудня 1954 року, відновлений у партії КПК при ЦК КПРС 27 травня 1955 року.